# هايكه إدر
هايكه إدر (بالألمانية: Heike Eder)‏ هي متزحلقة نمساوية، ولدت في 30 مايو 1988 في فيلدكيرخ في النمسا.

## وصلات خارجية
- هايكه إدر على موقع الاتحاد الدولي للتزلج (التزلج على المنحدرات الثلجية) (الإنجليزية)
- هايكه إدر على موقع Paralympic.org (الإنجليزية)
- هايكه إدر على موقع IPC.InfostradaSports.com (مؤرشف) (الإنجليزية)